# Брекови
Брекови је насељено мјесто у граду Горажду, Босна и Херцеговина.

## Становништво
|         | 2013.       | 1991.       | 1981.        | 1971.        |
| Укупно  | 14 (100,0%) | 96 (100,0%) | 117 (100,0%) | 132 (100,0%) |
| Бошњаци | 9 (64,29%)  | –           | 3 (2,564%)1  | –            |
| Срби    | 5 (35,71%)  | 95 (98,96%) | 114 (97,44%) | 132 (100,0%) |
| Остали  | –           | 1 (1,042%)  | –            | –            |

1. 1 На пописима од 1971. до 1991. Бошњаци су пописивани углавном као Муслимани.